# Alain Freudiger
Alain Freudiger (* 22. März 1977 in Lausanne) ist ein Schweizer Schriftsteller und Filmkritiker.

## Leben
Alain Freudiger studierte Filmwissenschaft in Lausanne. Er arbeitet als Archivar bei Radio Télévision Suisse. Von 1999 bis 2010 verfasste er Filmkritiken. Seit 2007 hat er mehrere Romane, Erzählungen und einen Gedichtband veröffentlicht. Er tritt insbesondere auch mit Lesungen und Spoken-Word-Performances auf.
Er ist Mitglied des Vereins Autorinnen und Autoren der Schweiz (AdS).

## Auszeichnungen
- 2008: Werkbeitrag der Stiftung Pro Helvetia

## Werke
- Bujard et Panchaud ou Les Faux-consommateurs. Roman, 2007
- Les Places respectives. Roman, 2011
- Plus ou moins postmoderne (mit Stéphane Bovon), 2013
- Morgarten, 2015
- Point de contact, 2015
- Aux confins de l’Europe. Notes lettes, relevés bougres et annotations roumes, 2016
- Espagnes, 2016
- Liquéfaction. Roman, 2019
- Le mauvais génie. Une vie de Matti Nykänen, 2020
- Du Management et autres chroniques, 2022